# Amazonetrogon
De amazonetrogon (Trogon ramonianus) is een vogel uit de familie Trogonidae. De wetenschappelijke naam van de soort is voor het eerst geldig gepubliceerd in 1849 door Deville & Des Murs.

## Verspreiding en leefgebied
Deze soort telt twee ondersoorten:
- T. r. ramonianus: het westelijk Amazonebekken.
- T. r. crissalis: oostelijk Amazonebekken.

## Status
De amazonetrogon komt niet als aparte soort voor op de lijst van het IUCN, maar is daar een ondersoort van de guyanatrogon (T. violaceus ramonianus/crissalus).